# Храстје об Бистрици
Храстје об Бистрици (словен. Hrastje ob Bistrici) је насељено место у општини Бистрица об Сотли, Посавска регија, Словенија.

## Историја
До територијалне реорганизације у Словенији било је у саставу старе општине Шмарје при Јелшах.

## Становништво
У попису становништва из 2011. године, Храстје об Бистрици је имало 148 становника.
| Број становника према пописима | Број становника према пописима | Број становника према пописима |
| ------------------------------ | ------------------------------ | ------------------------------ |
| 1991                           | 2002                           | 2011                           |
| 172                            | 141                            | 148                            |

Напомена: До 1953. исказивано под именом Храстје.